# 平行管巢蛛
平行管巢蛛（学名：Clubiona parallela）为管巢蛛科管巢蛛属的动物。在中国大陆，分布于西藏等地。该物种的模式产地在西藏。